# Красноармейский (Орловский район)
Красноарме́йский — посёлок в Орловском районе Ростовской области. Административный центр Красноармейского сельского поселения.

## История
Населённый пункт возник первоначально как калмыцкое поселение на левом берегу реки Большая Куберле в начале 1870-х годов.
Толчок к развитию посёлок получил после открытия в 1897 году Царицын-Тихорецкой железной дороги. По данным книги «Список населённых мест области войска Донского по первой всеобщей переписи населения Российской империи 1897 г.» в поселении Куберленском, находящемся на войсковых землях, 5 заседательского участка, среднего запаса, Сальского округа Области войска Донского насчитывалось 44 двора, проживало 181 человек, в том числе 93 мужчины и 88 женщин, по сословиям: мещане — 28 чел., крестьяне — 153 чел., по вероисповеданию: все православные, по национальному составу: русские — 17 чел., украинцы — 164 чел., по грамотности: 13 чел. — грамотные, 168 — неграмотные, по возрастным группам: детей менее 1 года — 8 чел., 1—7 лет — 40 чел., 8—16 лет — 30 чел., 17—25 лет — 19 чел., 26—50 лет — 67 чел., 51—70 лет — 11 чел., старше 70 лет — 6 чел., по занятиям: земледелие — 175 чел., частная служба — 2 чел., торговля — 4 чел., по семейному положению: холостых и девиц — 7 чел., в браке — 84 чел., вдовые — 10 чел.
Согласно «Алфавитному списку населенных мест Области Войска Донского 1915 г.» в 1915 году в селении Куберлеевском насчитывалось 120 дворов, проживало 780 человек, в том числе 400 мужчин и 380 женщин, находился заседатель, почтово-телеграфное отделение, приходское училище, паровая мукомольная мельница.
Весть о Великой Октябрьской социалистической революции быстро пришла в приманычские степи. В 1917 году к себе домой на станцию Куберле прибыл член партии большевиков Д. А. Белодедов. 2 января 1918 году по его инициативе созывается съезд представителей близлежащих хуторов, на котором была провозглашена Советская власть, а для её утверждения и защиты созданы революционный комитет и штаб обороны. Но к этому времени на Дону начались открытые выступления белогвардейцев. Под натиском контрреволюции отряды самообороны присальской зоны стекались к станции Куберле, объединяясь для совместной борьбы. Здесь, недалеко от поселка, в хуторе Токмацком, был создан кавалерийский дивизион под командованием Думенко и Буденного, положивший начало легендарной Первой Конной армии. В честь событий 1918—1920 годов здание железнодорожного вокзала станции Куберле отмечено мемориальной доской.
Согласно Всероссийской переписи населения 1920 г. численность населения поселка составляло уже 2012 человек.
А в 1926 году в поселке Куберле территориально расположенного в Зимовниковском районе Сальского округа Северо-Кавказского края уже было 647 дворов, в которых проживало 2542 человека, в том числе 1195 мужчин и 1347 женщин, казаков было 139 чел., в национальном составе преобладали украинцы — 1580 чел., русские — 586 чел., немцы — 239 чел.
Великая Отечественная война нанесла большой ущерб поселку. Оккупация продолжалась с августа 1942 по январь 1943. За это время в поселке фашисты расстреляли несколько человек, около 150 жителей было насильно угнано в Германию. В районе поселка действовал партизанский отряд «Степной Орел». Отряд насчитывал более 60 человек и состоял из местных жителей и жителей ближайших хуторов. Местом сосредоточения отряда была балка Большая Куберле. Возглавлял отряд ветеран гражданской войны Г. Е. Попов, комиссаром был В. В. Ляшенко, начальником штаба офицер М. П. Дудкин, разведкой ведал Ф.Белов. Явочная квартира была у М. А. Щербаковой. В её погребе партизаны часто собирались на совет и для выхода на задание. Основной задачей отряда был сбор разведанных и передача их в штаб партизанского движения. В целях захвата оперативной почты партизаны часто нападали из засады на связных-мотоциклистов и почтальонов. Отряду приходилось вести и активные боевые действия, нападать на немецкие колонны солдат и на обозы. В п. Куберле по наводке партизан три «кукурузника» ночью разбомбили подворье Колесниковой, где фашисты праздновали рождество, мало кто уцелел из участников этой вечеринки. Члены «Степного Орла» не допустили уничтожения железнодорожного моста через балку Куберле, не дали взорвать водокачку, уничтожили локомотив, которым немцы пытались молотить хлеб и т. д. 11 января 1943 года, перейдя в наступление, 87-я стрелковая Перекопская Краснознаменная дивизия, сломив сопротивление противника, овладела ст. Куберле и рядом расположенными хуторами. Дивизия захватила на станции Куберле большие трофеи: 14 паровозов, 60 вагонов, нагруженных хлебом, около 300 тонн хлеба, 50 автомашин.
Нынешнее имя Красноармейский поселок получил в результате переименования в августе 1949 года. Сделано это было по просьбе ветеранов гражданской войны, местных жителей — красных партизан специальным Указом Президиума Верховного совета РСФСР в преддверии тридцатилетия Первой Конной армии.

## Физико-географическая характеристика
Посёлок расположен на юго-востоке области в пределах Сальско-Манычской гряды Ергенинской возвышенности, на левом берегу реки Большая Куберле, на высоте 62 метра над уровнем моря в 18 км к северо-востоку от посёлка Орловский и в 55 км к югу от Волгодонска. Рельеф местности холмисто-равнинный, имеются овраги. Почвы — тёмно-каштановые солонцеватые и солончаковые. Почвообразующие породы — глины и суглинки.
Климат
Климат умеренный континентальный (согласно классификации климатов Кёппена-Гейгера — Dfa). Среднегодовая температура воздуха положительная и составляет + 9,6 °C, средняя температура самого холодного месяца января — 4,7 °C, самого жаркого месяца июля + 23,7 °C. Расчётная многолетняя норма осадков — 437 мм. Наименьшее количество осадков выпадает в марте (норма — 28 мм), наибольшее в июне (46 мм) и декабре (45 мм).
Часовой пояс
Красноармейский, как и вся Ростовская область, находится в часовой зоне МСК (московское время). Смещение применяемого времени относительно UTC составляет +3:00.

## Население
| 1897  | 1915  | 1926  | 1989  | 1994  | 2002  | 2004  |
| ----- | ----- | ----- | ----- | ----- | ----- | ----- |
| 181   | ↗780  | ↗2542 | ↗3428 | ↗3681 | ↗3722 | ↘3676 |
| 2008  | 2010  | 2012  |       |       |       |       |
| ↘3606 | ↗3696 | ↗3762 |       |       |       |       |

Национальный состав
Преобладают русские (90 %), также проживают армяне, чеченцы, украинцы, корейцы, татары, молдаване и другие.

## Экономика
На территории поселка функционирует Красноармейский машиностроительный завод, ставший преемником «Красноармейскптицемаша», выпускающий оборудование для птицефабрик. Кроме него в поселке расположены предприятия аграрной направленности, такие как: элеватор ОАО «Куберлехлебопродукт», совхоз СПК «Красноармейский», ДЗНИИСХ ОПХ «Красноармейское», 58 крестьянско-фермерских хозяйств. Значительная доля населения посёлка трудится на Куберлеевской дистанции пути ПЧ-27 и организациях, обслуживающих железную дорогу.
На южной окраине посёлка расположена водокачка, снабжающая поселок водой из подземных источников. В конце 2009 года завершились работы по газификации посёлка подземным способом.
В поселке действуют следующие операторы связи: «МТС», «Мегафон», «Теле 2», «Билайн».

### Транспорт
В посёлке расположена узловая станция Куберле Северо-Кавказской железной дороги (железнодорожная ветка на Цимлянск, восточное направление — на Волгоград, южное — на Сальск). По станции ежедневно курсируют пригородные поезда и поезда дальнего следования.
В 4 км от посёлка проходит региональная автодорога Волгоград — Сальск. Автобусное сообщение посёлок имеет с посёлком Орловский и городом Волгодонск, а также в посёлок заезжают проходящие автобусы, движущиеся до Ростова-на-Дону.

## Социальная сфера
В социальной сфере работают: средняя школа, детский сад, врачебная амбулатория с круглосуточной скорой помощью, Дом культуры, в котором размещаются библиотека, краеведческий музей. В центре посёлка имеется молитвенный дом Успения Пресвятой Богородицы, администрация Красноармейского сельского поселения, рынок, кафе, 2 аптеки, Красноармейский участок Орловского узла связи (почта), полтора десятка магазинов и др.

## Достопримечательности
- В парке расположено захоронение и установлен памятник войнам, погибшим при освобождении поселка зимой 1943 года.
- На территории школы установлен памятник учителям, погибшим в годы Великой Отечественной войны.
- Возле Дома Культуры — памятник В. И. Ленину.
- Недалеко от здания вокзала расположено здание водокачки (одно из первых сооружений поселка (1898).
- Могила Павловой, погибшей в годы ВОВ.
- На территории кладбища расположен памятник краснознаменцу (человеку награждённого орденом Красного Знамени) И. С. Шпитальному, спасшего в 1935 году жизнь маршала Ворошилова.
- В одном доме по переулку Заводскому, возле разрушенного здания интерната располагался в годы Великой Отечественной войны подпольный штаб партизанского отряда «Степной Орел», что отмечено мемориальной доской.